# Roseau River (St. Lucia)
Der Roseau River ist ein Fluss an der Westküste der Karibikinsel St. Lucia. Er trägt den Namen der gleichnamigen Bucht.

## Geographie
Der Fluss entspringt im Zentrum der Insel im Gebiet des Quarters Anse-la-Raye und verläuft zunächst nach Norden, wobei ihm die Grenze zwischen Anse-La Raye und dem Quarter Castries auf der gesamten Länge weitgehend folgt. Dementsprechend wechselt der Fluss häufig zwischen den beiden Quarters hin und her. Er erhält Zulauf durch den Millet River und wird noch im Hochland durch den John Compton Dam („Roseau Dam“ bei Millet, ⊙) aufgestaut. Er strömt weiter nach Norden durch das Gebiet Dame de Traversay, wo schon die Ravine Poisson mit dem Cul de Sac östlich davon parallel nach Norden verläuft. Bei Vanard biegt er in nordwestliche Richtung um und verläuft im Unterlauf zum Teil mit ausgeprägtem Mäander ans Meer, wo er in der Roseau Bay, wenig nördlich von Anse-la-Raye, in das Karibische Meer mündet. Benachbarte Einzugsgebiet gehören dem Ravine Derrière Lagoon, welcher im selben Mündungsbereich das Meer erreicht, der Petite Rivière de l’Anse La Raye, Grande Rivière de l’Anse La Raye, Anse Galet River und Canaries River (im Süden und Osten) und dem Cul de Sac im Norden und Osten, sowie dem Dennery River, der nach Osten fließt und an der Ostküste mündet.